# Gran Premio de San Sebastián 1929

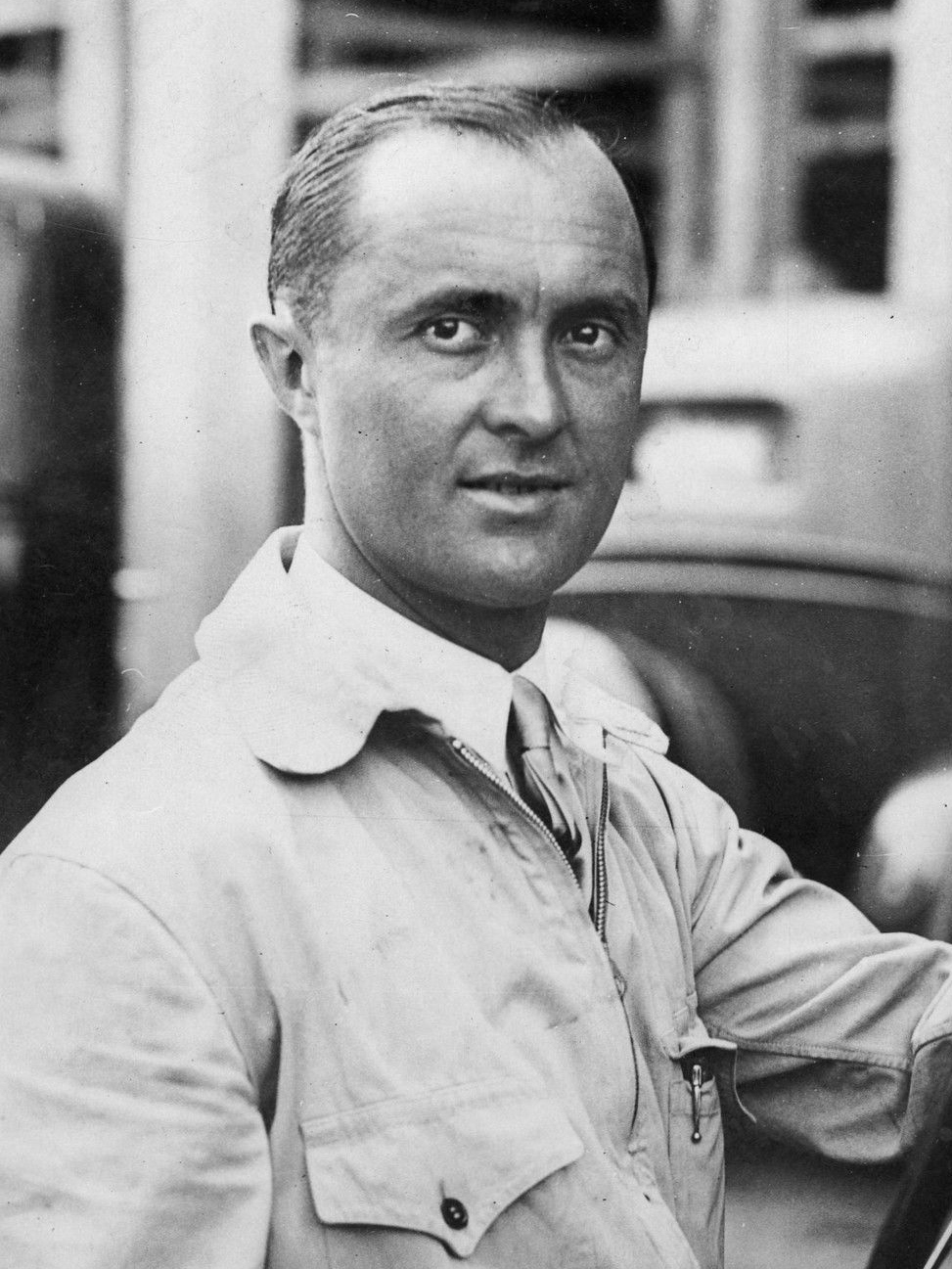
Rennsieger Louis Chiron

Der VII. Gran Premio de San Sebastián fand am Donnerstag, den 25. Juli 1929 auf dem Circuito Lasarte bei San Sebastián statt.

## Rennen
Der Rennen war Teil des 7. großen Automobilmeetings in San Sebastián, das am Sonntag, den 28. Juli mit einem 12-Stunden-Rennen für Sportwagen, dem Großen Preis von Spanien abgeschlossen wurde. Das Rennen wurde über 40 Runden à 17,315 km ausgetragen, was einer Gesamtdistanz von 692,6 km entsprach und endete mit dem Sieg von Louis Chiron im Bugatti T35B.

## Ergebnisse

### Meldeliste
| Team                   | Nr. | Fahrer                 | Chassis                 | Motor                                | Reifen |
| ---------------------- | --- | ---------------------- | ----------------------- | ------------------------------------ | ------ |
| Louis Chiron           | 01  | Louis Chiron           | Bugatti T35B            | Bugatti 2.3L I8 Kompressor           | M      |
| Philippe de Rothschild | 02  | Philippe de Rothschild | Bugatti T35B            | Bugatti 2.3L I8 Kompressor           | M      |
| Baron Jean de l’Espée  | 03  | Jean de l’Espée        | Bugatti T35C            | Bugatti 2.0L I8 Kompressor           | M      |
| Juan Zanelli           | 04  | Juan Zanelli           | Bugatti T35B            | Bugatti 2.3L I8 Kompressor           | M      |
| Giulio Foresti         | 05  | Giulio Foresti         | Bugatti T35C            | Bugatti 2.0L I8 Kompressor           | M      |
| Marcel Lehoux          | 06  | Marcel Lehoux          | Bugatti T35B            | Bugatti 2.3L I8 Kompressor           | M      |
| Diego de Sterlich      | 07  | Diego de Sterlich      | Maserati 26             | Maserati 26 1.5L I8                  |        |
| Edmond Bourlier        | 08  | Edmond Bourlier        | Bugatti T35C            | Bugatti 2.0L I8 Kompressor           | M      |
| Luigi Platé            | 09  | Luigi Platé            | Alfa Romeo 6C-1750      | Alfa Romeo 1.8L I6                   |        |
| Robert Gauthier        | 10  | Robert Gauthier        | Bugatti T35C            | Bugatti 2.0L I8 Kompressor           | M      |
| Albert Broschek        | 11  | Albert Broschek        | Bugatti T35B            | Bugatti 2.3L I8 Kompressor           |        |
| Mario Lepori           | 12  | Mario Lepori           | Bugatti T35B            | Bugatti 2.3L I8 Kompressor           | M      |
| Philippe Étancelin     | 14  | Philippe Étancelin     | Bugatti T35C            | Bugatti 2.0L I8 Kompressor           | M      |
| Jean de Maleplane      | 15  | Jean de Maleplane      | Bugatti T35C            | Bugatti 2.0L I8 Kompressor           | M      |
| René Dreyfus           | 16  | René Dreyfus           | Bugatti T35B            | Bugatti 2.3L I8 Kompressor           | M      |
| Guy Bouriat            | 18  | Guy Bouriat            | Bugatti T35B            | Bugatti 2.3L I8 Kompressor           | M      |
| Georges Bouriano       | 19  | Georges Bouriano       | Bugatti T35B            | Bugatti 2.3L I8 Kompressor           | M      |
| Daimler-Benz AG        | 20  | Rudolf Caracciola      | Mercedes-Benz SSK       | Mercedes-Benz M06 7.1L I6 Kompressor | C      |
| Raoul de Rovin         |     | Raoul de Rovin         | Delage Type 15 S 8 1927 | Delage 1.5L I8                       | M      |

### Rennergebnis
| Pos. | Fahrer                             | Konstrukteur | Runden | Stopps | Zeit        | Start | Schnellste Runde | Ausfallgrund       |
| ---- | ---------------------------------- | ------------ | ------ | ------ | ----------- | ----- | ---------------- | ------------------ |
| 01   | Louis Chiron                       | Bugatti      | 40     |        | 5:57:06,000 | 1     | 7:27,400         |                    |
| 02   | Philippe de Rothschild Guy Bouriat | Bugatti      | 40     |        | + 5:53,000  | 2     | 7:42,400         |                    |
| 03   | Marcel Lehoux                      | Bugatti      | 40     |        | + 7:12,000  | 5     | 7:47,400         |                    |
| 04   | René Dreyfus                       | Bugatti      | 40     |        | + 12:55,000 | 12    | 7:43,800         |                    |
| 05   | Edmond Bourlier                    | Bugatti      | 40     |        | + 21:59,000 | 6     | 8:25,600         |                    |
| 06   | Jean de Maleplane                  | Bugatti      | 40     |        | + 34:59,000 | 11    | 8:28,400         |                    |
| 07   | Georges Bouriano                   | Bugatti      | 40     |        | + 41:25,000 | 14    | 8:11,200         |                    |
| 08   | Mario Lepori                       | Bugatti      | 33     |        | + 7 Runden  | 9     | 9:06,700         |                    |
| —    | Philippe Étancelin                 | Bugatti      | 29     |        | DNF         | 10    | 8:04,200         | Unfall             |
| —    | Giulio Foresti Juan Zanelli        | Bugatti      | 25     |        | DNF         | 4     | 8:18,400         | Mechanik           |
| —    | Albert Broschek                    | Bugatti      | 15     |        | DNF         | 8     | 8:11,200         | Unfall             |
| —    | Guy Bouriat                        | Bugatti      | 7      |        | DNF         | 13    | 9:17,200         | Bremsdefekt        |
| —    | Juan Zanelli                       | Bugatti      | 7      |        | DNF         | 3     | 8:48,800         | Unfall             |
| —    | Luigi Platé                        | Alfa Romeo   | 1      |        | DNF         | 7     | 11:00,800        | Unfall nach Dreher |